# Abolboda poarchon
Abolboda poarchon är en gräsväxtart som beskrevs av Moritz August Seubert. Abolboda poarchon ingår i släktet Abolboda och familjen Xyridaceae.

## Underarter
Arten delas in i följande underarter:
- A. p. intermedia
- A. p. poarchon